# Iman Shumpert
Iman Asante Shumpert (* 26. Juni 1990 in Oak Park, Illinois) ist ein amerikanischer Basketballspieler, der zuletzt für die Brooklyn Nets in der NBA aktiv war. 2016 gewann er mit den Cleveland Cavaliers die NBA-Meisterschaft.

## College
Am 18. Oktober 2007 spielte er zum ersten Mal für die Georgia Tech Yellow Jackets. In der Saison 2009/10 musste er sich einem chirurgischen Eingriff am rechten Knie unterziehen und verpasste deswegen sechs Spiele. Seine Verteidigung und Athletik beeindruckte die Scouts, also fasste Shumpert den Entschluss, sich für den NBA-Draft 2011 anzumelden.

## NBA-Karriere
Shumpert wurde im Draft 2011 an 17. Stelle des NBA-Drafts von den New York Knicks ausgewählt.

### 2011–2014: New York Knicks

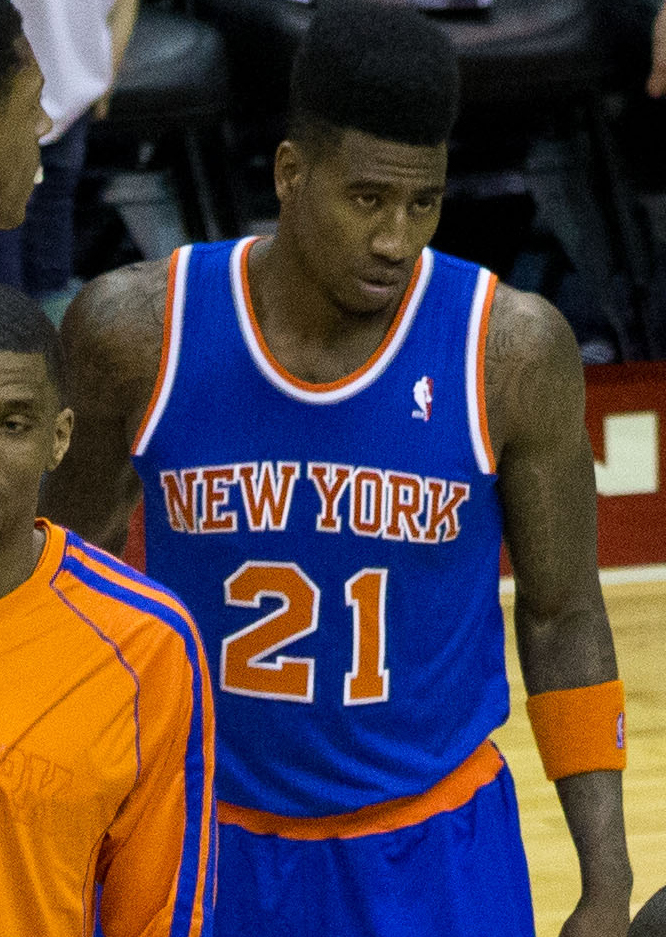
Shumpert im Trikot der Knicks

Iman Shumpert kam zu Beginn seiner Debütsaison nach Verletzungen von Amar'e Stoudemire und Carmelo Anthony zum Einsatz und in die Starting Five. Er beendete die Saison 2011/12 mit einem Punkteschnitt von 9,5 Punkten pro Spiel. Seine Karrierebestleistung von 25 Punkten erzielte er am 28. März 2012 im Spiel gegen Orlando Magic und ein zweites Mal nur zwei Tage später gegen die Atlanta Hawks.
Bei dem ersten Spiel der ersten Playoffserie am 29. April gegen Miami Heat verletzte sich Shumpert am linken Knie und fiel mit einem Kreuzbandriss für den Rest der Saison aus. Shumpert verpasste dadurch auch die ersten 30 Spiele seiner zweiten Saison. Er gab sein Saison-Debüt 2012/13 erst am 17. Januar 2013 im Spiel gegen die Detroit Pistons in der O2 Arena in London. Während des Spiels machte er acht Punkte, einen Steal, drei Rebounds und einen Assist.
Bei den  Knicks verblieb Shumpert bis zur Mitte der Saison 2014/15. In den meisten Spielen für die Knicks stand er in der Starting Five.

### 2015–2018: Cleveland Cavaliers
Im Januar 2015 wurde Shumpert von den Knicks zu den Cleveland Cavaliers transferiert. Dort sollte er an der Seite von LeBron James helfen, die Defense der Cavaliers zu stabilisieren. An der Seite von James gewann er in der Folgesaison (2015/16) die NBA-Meisterschaft. In Cleveland konnte Shumpert jedoch nicht an seine Werte aus New Yorker Zeiten anknüpfen und kam meist von der Bank.

### 2018/19: Sacramento Kings und Houston Rockets
Im Februar 2018 wurde Shumpert in einem Drei-Team-Deal zu den Sacramento Kings transferiert. Dort startete er in 40 seiner 42 Spiele und kam wieder auf Werte, wie er sie auch in New York bei den Knicks hatte erzielen können. Trotzdem erfolgte im Laufe der Saison der Wechsel nach Houston zu den Rockets um James Harden. Dort brachte es Shumpert auf 20 Spiele, von denen er jedoch nur ein einziges als Mitglied der Starting Five spielen durfte. Am Ende der Saison trennten sich daraufhin die Wege von Shumpert und den Rockets.

### 2019/20: Brooklyn Nets
Zu Beginn der Saison 2019/20 verpflichteten die Brooklyn Nets nach wenigen Spieltagen Shumpert als Ersatz für Wilson Chandler. Dieser war nach einem positiven Dopingtest für 25 Spiele gesperrt und auf die Suspended List gesetzt worden. Der somit frei gewordene Kaderplatz wurde mit Shumpert besetzt, der zum Minimum unterschrieb. Neben dem Ausfall von Chandler sollte Shumpert helfen, den langfristig fehlende Caris LeVert (Daumenverletzung) zu ersetzen.

## Musik
Shumpert versuchte sich neben der Karriere als Basketballer auch als Rapper. Unter dem Pseudonym „2wo 1ne“ veröffentlichte er am 21. Dezember 2012, während seiner Ausfallzeit aufgrund einer Kreuzbandriss-Verletzung, sein Debüt-Mixtape Th3 #Post90s. Unter seinem bürgerlichen Namen (teilweise in der Schreibweise iMan Shumpert) veröffentlichte er in den Folgejahren die EPs Substance Abuse und Back 2 Work, sowie das Mixtape Shumpman: The M.D.

## Erfolge und Auszeichnungen
- NBA Champion: 2016
- NBA All-Rookie First Team: 2012
- Second Team All-ACC: 2011
- ACC All-Defensive Team: 2009
- McDonalds All-American: 2008

## NBA-Statistiken

### Regular Season
| Saison  | Team       | GP  | GS  | MPG  | FG % | 3P % | FT % | RPG | APG | SPG | BPG | PPG |
| ------- | ---------- | --- | --- | ---- | ---- | ---- | ---- | --- | --- | --- | --- | --- |
| 2011–12 | New York   | 59  | 35  | 28.9 | .401 | .306 | .798 | 3.2 | 2.8 | 1.7 | .1  | 9.5 |
| 2012–13 | New York   | 45  | 45  | 22.1 | .396 | .402 | .766 | 3.0 | 1.7 | 1.0 | .2  | 6.8 |
| 2013–14 | New York   | 74  | 58  | 26.5 | .378 | .333 | .746 | 4.2 | 1.7 | 1.2 | .2  | 6.7 |
| 2014–15 | New York   | 24  | 24  | 26.0 | .409 | .348 | .676 | 3.4 | 3.3 | 1.3 | .1  | 9.3 |
| 2014–15 | Cleveland  | 38  | 1   | 24.2 | .410 | .338 | .667 | 3.8 | 1.5 | 1.3 | .3  | 7.2 |
| 2015–16 | Cleveland  | 54  | 5   | 24.4 | .374 | .295 | .500 | 3.8 | 1.7 | 1.0 | .4  | 5.8 |
| 2016–17 | Cleveland  | 76  | 31  | 25.5 | .411 | .360 | .789 | 2.9 | 1.4 | .8  | .4  | 7.5 |
| 2017–18 | Cleveland  | 14  | 6   | 19.7 | .379 | .269 | .733 | 2.9 | 1.2 | .6  | .3  | 4.4 |
| 2018–19 | Sacramento | 42  | 40  | 26.2 | .382 | .366 | .829 | 3.1 | 2.2 | 1.1 | .5  | 8.9 |
| 2018–19 | Houston    | 20  | 1   | 19.1 | .347 | .296 | .500 | 2.7 | 1.1 | .6  | .2  | 4.5 |
| Gesamt  | Gesamt     | 446 | 246 | 25.1 | .393 | .340 | .766 | 3.4 | 1.9 | 1.1 | .3  | 7.3 |

### Playoffs
| Saison  | Team      | GP | GS | MPG  | FG % | 3P % | FT % | RPG | APG | SPG | BPG | PPG |
| ------- | --------- | -- | -- | ---- | ---- | ---- | ---- | --- | --- | --- | --- | --- |
| 2011–12 | New York  | 1  | 1  | 19.0 | .000 | .000 | .000 | 1.0 | .0  | 1.0 | .0  | .0  |
| 2012–13 | New York  | 12 | 12 | 28.1 | .410 | .429 | .857 | 6.0 | 1.3 | 1.1 | .3  | 9.3 |
| 2014–15 | Cleveland | 20 | 16 | 34.8 | .360 | .355 | .750 | 4.9 | 1.2 | 1.3 | .8  | 9.1 |
| 2015–16 | Cleveland | 21 | 0  | 17.5 | .417 | .382 | .636 | 2.2 | 0.8 | 0.5 | .1  | 3.3 |
| 2016–17 | Cleveland | 17 | 0  | 16.2 | .417 | .385 | .824 | 2.8 | .9  | .6  | .2  | 4.4 |
| 2018–19 | Houston   | 8  | 0  | 13.6 | .385 | .364 | .250 | 1.5 | .3  | .1  | .0  | 3.6 |
| Gesamt  | Gesamt    | 79 | 29 | 22.8 | .388 | .376 | .744 | 3.5 | .9  | .8  | .3  | 5.9 |

(Quelle:)